# Kvittning
Kvittning är en praxis som tillämpas om ett av blocken har en mindre andel närvarande ledamöter än det andra. Då avstår motsvarande antal ledamöter från det andra blocket från att rösta.
Syftet är att oförutsedda händelser, som till exempel sjukdom eller resa, inte ska påverka maktbalansen som är ett resultat från det senaste valet.

## I Sverige
Systemet tillämpas i Sveriges riksdag där kvittningen sköts av särskilda riksdagsledamöter, kvittningsmän, som utses av partierna.
Sverigedemokraterna tilläts länge inte att ingå i riksdagens kvittningssystem, och riksdagsledamöter från partiet motionerade 2011 för ändring. Motionen behandlades i Konstitutionsutskottet som föreslog avslag (Betänkande 2012/13:KU17), vilket också blev kammarens beslut. Konstitutionsutskottet konstaterade att kvittningssystemet bygger på en överenskommelse mellan partierna och att förfarandet således inte är särskilt reglerat.
I september 2021 kom gruppledarna för de åtta partierna överens om att även Sverigedemokraterna ska ingå i systemet.
Inför omröstningen 17 april 2024 om könstillhörighetslagen, begärde KD kvittningsförbud, vilket beviljades.